# Benthopecten heteracanthus
Benthopecten heteracanthus is een zeester uit de familie Benthopectinidae.
De wetenschappelijke naam van de soort werd in 1938 gepubliceerd door Macan.